# Nigerianische Basketballnationalmannschaft der Damen
Die nigerianische Basketballnationalmannschaft der Damen ist die Auswahl nigerianischer Basketballspielerinnen, welche die Nigeria Basketball Federation auf internationaler Ebene, beispielsweise in Freundschaftsspielen gegen die Auswahlmannschaften anderer nationaler Verbände, aber auch bei internationalen Wettbewerben repräsentiert. Größte Erfolge waren die Gewinne der Afrikameisterschaften 2003 und 2005 sowie die Teilnahme an den Olympischen Sommerspielen 2004 und der Weltmeisterschaft 2006. 1964 trat der nationale Verband dem Weltverband Fédération Internationale de Basketball (FIBA) bei. Im Juni 2014 wurde die Mannschaft auf dem 32. Platz in der Weltrangliste der Frauen geführt.

## Internationale Wettbewerbe

### Nigeria bei Weltmeisterschaften
Die Mannschaft konnte sich durch den Gewinn der Afrikameisterschaft 2005 für die Weltmeisterschaft 2006 qualifizieren, wo sie unter 16 Mannschaften den letzten Platz belegte.

### Nigeria bei Olympischen Spielen
Bisher gelang es der Mannschaft durch den Gewinn der Afrikameisterschaft 2003 einmal, sich für die olympischen Basketballwettbewerbe zu qualifizieren. Bei den Olympischen Sommerspielen 2004 in Athen belegte die Mannschaft unter zwölf Teilnehmern vor Südkorea den elften Platz erreichte.

### Nigeria bei Afrikameisterschaften
Die Mannschaft kann bisher neun Teilnahmen an der Afrikameisterschaft vorweisen. Dabei konnte das Nationalteam den Wettbewerb zweimal gewinnen und belegte einmal den dritten Platz.
| - 1966: nicht qualifiziert - 1968: nicht qualifiziert - 1970: nicht qualifiziert - 1974: 5. Platz - 1977: nicht qualifiziert - 1979: nicht qualifiziert - 1981: 7. Platz - 1983: nicht qualifiziert - 1984: nicht qualifiziert - 1986: nicht qualifiziert - 1990: nicht qualifiziert | - 1993: nicht qualifiziert - 1994: nicht qualifiziert - 1997: 3. Platz - 2000: nicht qualifiziert - 2003: Afrikameister - 2005: Afrikameister - 2007: 5. Platz - 2009: 5. Platz - 2011: 4. Platz - 2013: 6. Platz |

### Nigeria bei den Afrikaspielen
Die Damen-Basketballnationalmannschaft Nigerias gewann bei den Wettbewerben der Afrikaspiele im Jahr 2003 den Titel, außerdem 2007 die Silbermedaille und erreichte 1978, 1999 und 2011 den Bronzerang. Daneben belegte das Nationalteam bei den Wettkämpfen 1995 den vierten und 1987 den sechsten Platz.